# Ibn al-Adim
Kamāl al-Dīn Abu ʾl-Ḳāsim Umar ibn Aḥmad ibn Hibat Allāh Ibn al-ʿAdīm, en abrégé Kamāl al-Dīn Ibn al-Adim (كمال الدين عمر بن أحمد ابن العديم (kamal al-diyn eumar bin 'ahmad abn al eadim) est un savant polygraphe et un chroniqueur né à Alep en 586 H ou 588 H 1191 ou 1192 selon les sources, immigré au Caire où il est mort en 660 H 21 avril 1262.
Outre des ouvrages historiques consacrés à Alep, il serait l'auteur d'un important traité sur la cuisine arabe médiévale, le Kitab al Waslat, genre qui connu une vague de popularité chez les intellectuels cairotes à cette époque.

## Biographie
Ibn al-Adim est l'auteur de sa propre biographie à la demande de son ami compilateur de biographies Yāqūt, le texte s'attarde sur le rôle de don père dans sa vie. Il appartient à la riche famille d'origine irakienne des Banū l-ʿAdīm (Fils des indigents), dont cinq générations occupèrent la fonction de qadi et prédicateur. Son père, Nagm al-Din Ahmad Abū l-Hassan (1147-1216) était prédicateur sous Nur ad-Din puis grand qadi sous les Zengides et les Ayyoubides,. Un important ouvrage perdu Al Habār al-mustafāda fi dikr Banī Abī Garada reconstituait la généalogie de sa famille et leur histoire, il a été une source pour ses biographes. Il prétend que sa famille descend d'Abu Garada compagnon du gendre du Prophète Ali.
Il eut une éducation hanafiste attentivement surveillée par son père traditionaliste et jurisconsulte, sous l'autorité de professeurs de Jérusalem et Damas. Revenu à Alep il épouse une Banū l-ʿAgāmi (1214-15), ils eurent un fils l'année suivante. Il enseigne le droit, l'histoire, la calligraphie à partir de 1219-20, puis en 1236 à la plus fameuse madrasa alépine d'Hallāwiya où son père avait enseigné, tout en réalisant des missions diplomatiques notamment au Caire dont la dernière sera pour demander une assistance militaire contre les Mongols en janvier 1260,. La même année l'armée conquérante des Hulégü prend possession d'Alep qu'elle ruine avant sa défaite en septembre lors de la bataille d'Aïn Djalout. Il s'exile au Caire auprès du dernier ayyoubide Al-Nasir Yusuf qui l'accueille chaleureusement (il ira revoir les ruines sa ville natale pour laquelle il a écrit une élégie, dont des fragments ont été conservés à Abu l-Fida). Il y meurt en 1262 et serait enterré au cimetière Mamilla qu'il avait visité à plusieurs reprises, en 1239 il s'était rendu sur les tombes de Rabi' al-Mardini (m. 1205-06) et du soufi  Al-'Iwaqi (m 1232).

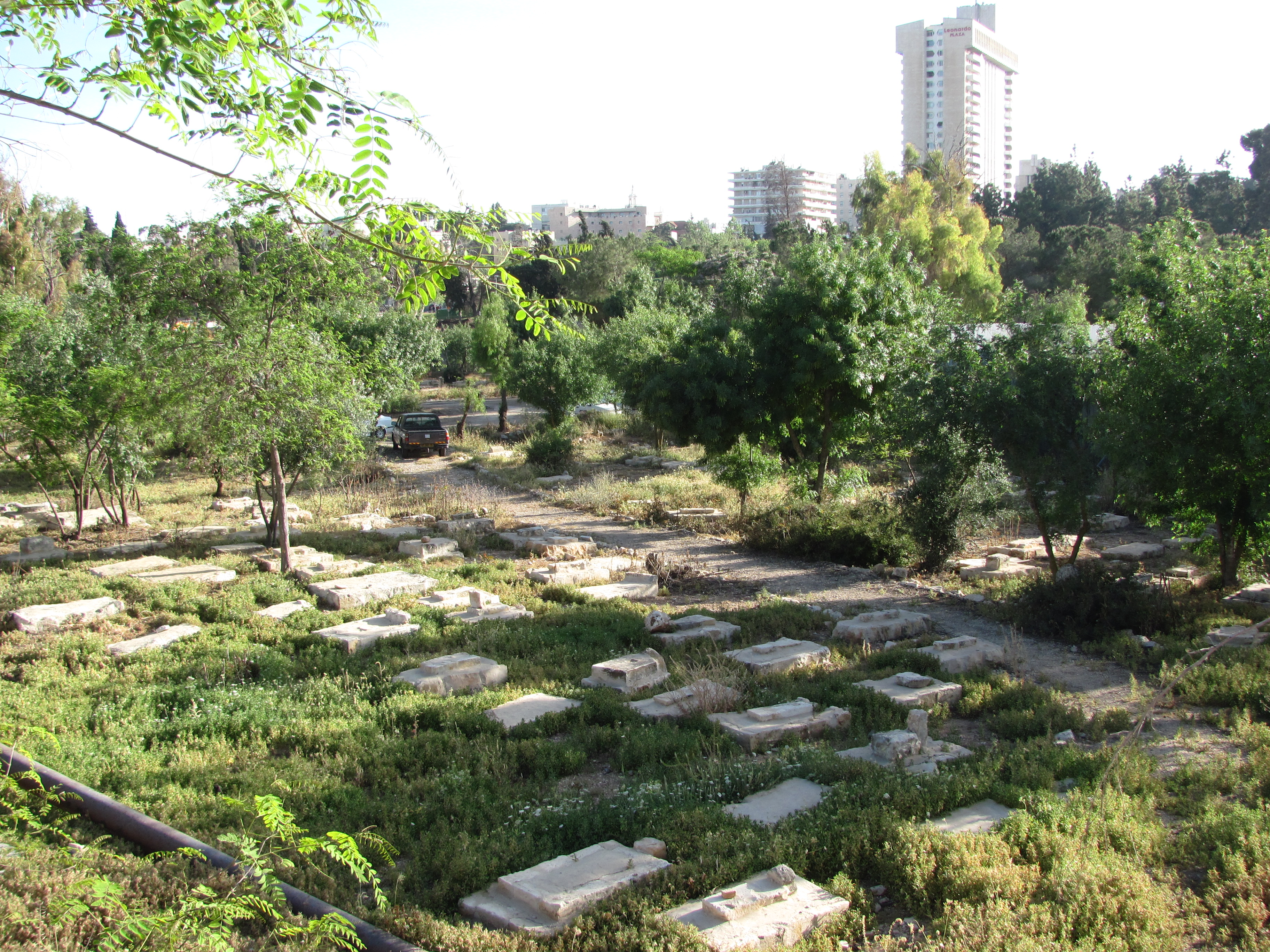
Cimetière Mamilla à Jérusalem où il reposerait

### Dignitaire mais probablement pasqadi
D. W. Morray le place dans la mouvance soufi. Anne-Marie Eddé (1999) discute le sujet controversé de savoir s'il fut qadi à Alep, avant de conclure par la négative, son père l'en aurait dissuadé. On a longuement prétendu que la dignité de qadi était héréditaire dans sa famille. Elle montre que l'accumulation de titre dont l'affublent certains auteurs: vizir, émir et qadi du sultan ayyoubide Al-Nasir Yusuf est contredite par ses biographes, même s'il joua un rôle actif dans ces cours.

## Les Œuvres écrites
Les 11 œuvres connues sont: Le Kitāb al-darāri fi dikr al-darārī  Le livre lumineux au sujet des enfants (1214) serait son premier et bref ouvrage composé à l'occasion de la naissance d'un enfant du souverain d'Alep et traitant de l'éducation,.
Le Kitāb al-habār al-mustafāda fi dikr Banī Abī Garada, histoire et a généalogie de sa famille nous est connu par le Dictionnaire biographique de Yākut. Il est également l'auteur d'une histoire de sa ville natale Zubdat al-halab min tarikh Halab qui porte sur les évènements advenus avant 1243, dont زبدة الحلب في تاريخ حلب - ط (zabadat alhalab fi tarikh halab) Le beurre de lait dans l'histoire d'Alep serait le résumé. Le Kitāb daw' al-Sabāh fi l-hatt 'alā l-Samāh Lumière matinale dans l'incitation du pardon (1223) contenu inconnu. Le Kitāb fi l-hatt wa 'ulumihi wa wasf adābihiwa wa aklāmihi wa turusihi était un ouvrage de calligraphie. Le Kitāb al-insāf wa l'taharri fi daf' al-zulm wa tagarri Abū-l-ʿAlā' al-Maʿarrī (1242) une défense de ce poète syrien. La Tadkira compilation de poètes, linguistes etc. Un autre ouvrage disparu consacré aux enfants le Kitāb tabrid al-habād fi l'sabr. Le Bughyat al-Talab Le désir de l'élève est considéré comme une importante source de renseignements sur l'histoire de la Syrie musulmane du nord.

### Le Kitab al Waslat, important livre sur la cuisine arabe médiévale
الوصلة إلى الحبيب في وصف الطيبات والطيب (alwuslat 'iilaa alhabib fi wasf altayibat waltayib) ou Kitab al-Waslat (ou wasilat ou Wusla) ila al'Habib fi wasf al-Tayyibāt wa l-tibb, الوصلة إلى الحبيب في وصف الطيبات والطيب (ar) que Mohammed Rebzani traduit par Le Livre du lien avec l'ami ou description des bons plats et des parfums. Al-Wuslā ilâ-l-habîb chez Lilia Zaouali. Sophie-Anne Sauvegrain le décrit ainsi: « Cet important texte présente de nombreuses et subtiles alliances de saveurs. Diverses préparations y sont décrites. Elles reflètent la diversité culturelle de la région : couscous (plat d’origine maghrébine), mets kurde aux pistaches ou encore recette turkmène ». Maxime Rodinson dès 1949 rappelle le foisonnement de livres culinaires en arabe depuis les abbassides, la tradition quasi mythique d'Ibrahim ibn al-Mahdî et sa cuisine aristocratique élaborée, il en fait des révélateurs d'un mode de vie d'une élite cultivée. Nawal Nasrallah a confirmé par ses travaux sur le contemporain Kanz al-fawāʾid la proximité entre les livres de cuisine égyptiens de la période mamelouk.

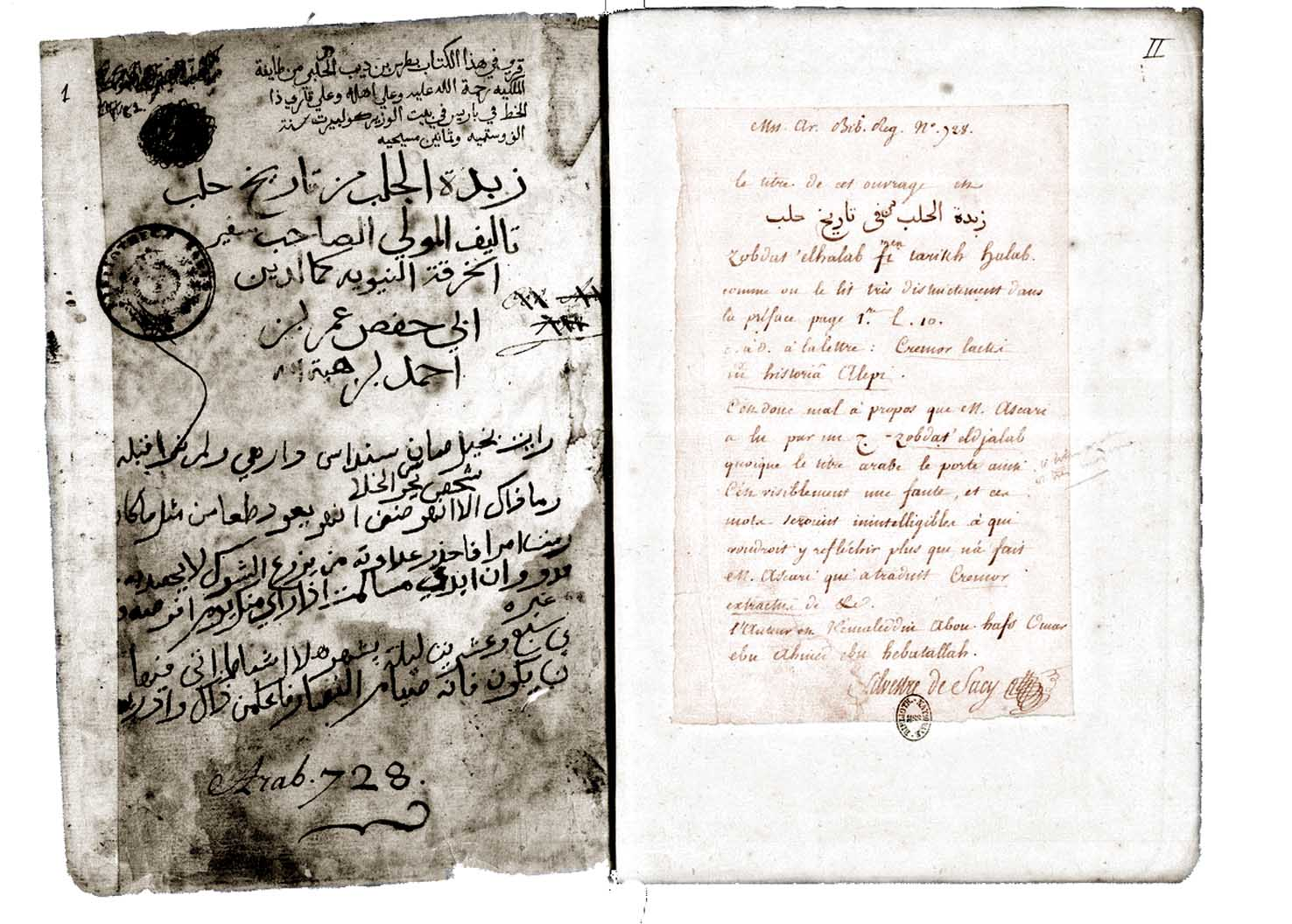
Manuscrit arabe 1666 de la BnF, copie de Ibn al-Adim avec note de Silvestre de Sacy

Le livre traite de composition de médicaments, les bonbons syriens لقمة القاضي (luqmat al-qādi) Qadi lokma (frit dans l'huile de sésame, trempé dans sirop et poudre d'épices), qui est un délicieux dessert et des كُلْ واشْكُرْ (kul washkur) Mangez et dites merci, de la fabrication de parfums (les aromates de la cuisine arabe médiévale: la rose, le musc, l'ambre gris, l'encens, le santal, etc.) et de 635 recettes de cuisine (700 dans certaines copies). C'est, écrit Perry, le livre de cuisine médiévale dont le plus grand nombre de copies ont survécu, davantage que tous les autres livres de cuisine médiévale réunis. Le premier chapitre sur les parfums couvre aussi les manières de table: les rafraîchisseurs d'haleine, antitranspirants, lave-mains et le dernier chapitre sur les eaux distillées parfumées dont les convives se rafraichissent en fin de repas. Les recettes comportent peu de poisson salé, pas de poisson frais, beaucoup de poulet: 74 recettes.

### Les doutes sur l'auteur du Kitab al Waslat
Perry indique que les copies dont nous disposons sont des copies de copies (comme il est indiqué dans leur texte), et il doute qu'elles aient pour origine un manuscrit mais plutôt des recettes transmises oralement et il décrit le contexte: « les livres de cuisine étaient une production quotidienne des scribes littéraux ». Souvent l'auteur n'est pas mentionné et quand il l'est, jamais sourcé, les grands noms font les grands livres. Un manuscrit donne pour auteur du Kitab al Waslat Ibn al-Adim, un autre (celui de Mossoul) à un certain al-Jazzar, un autre encore « le célèbre propriétaire de Hama », un autre enfin un sultan mamelouk.

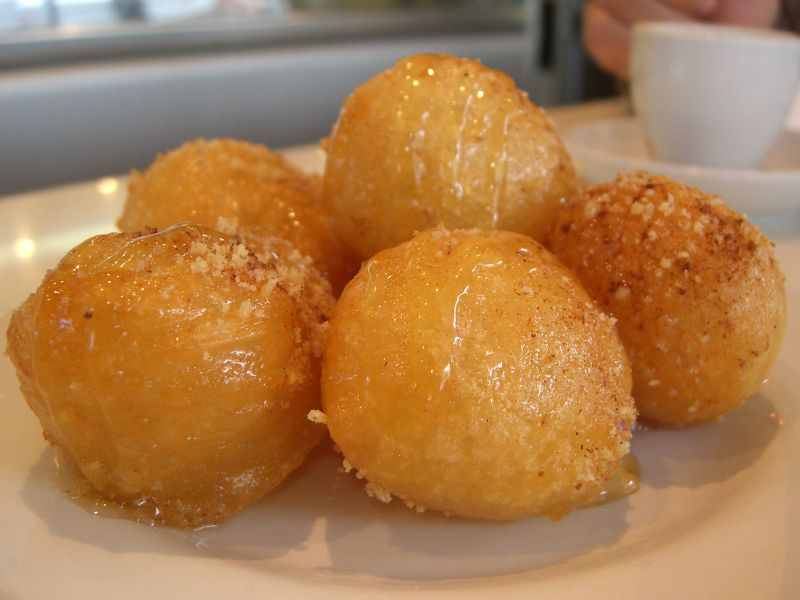
Qadi lokma, type de pâtisserie frite puis trempée dans un sirop

Qui que soit l'auteur, Perry met en évidence le gout syrien dans la cuisine du Kitab al-Waslat par opposition au gout égyptien des nombreux livres de recettes contemporains. L'auteur préfère l'huile d'olive et l'huile de sésame parfois grillé à graisse de mouton, l'utilisation du four d'argile majoritaire en Irak pour la pâtisserie et non du four romain en briques usuel en Afrique du Nord et en Al-Andalus. Il est sensible à des influences septentrionales (pains et pâtes syriens, pâtisserie turque de type baklava), byzantines et des Croisés encore présents dans la région. Et de son côté S-A. Sauvegrain parle du caractère élitiste de cette cuisine « spirituelle »: le parfait cuisinier a une solide culture littéraire, philosophique, astrologique, connait l’architecture, la médecine, il a lu les grands auteurs de l'Antiquité dont Épicure.

### Les recettes

#### Le sandwich au poulet

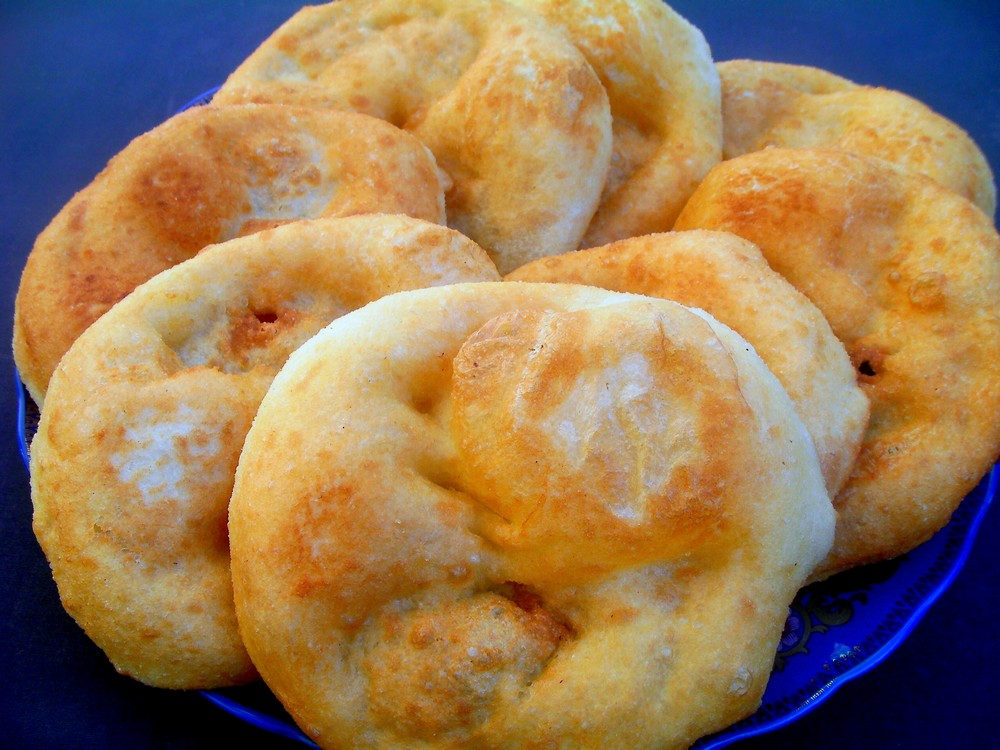
Pain spongieux algérien.

Elles expriment l'opulence de la cuisine princière, par exemple le poulet (rôti au four, frit, en cocotte avec légumes ou lait caillé, etc.) est aromatisé au citron, à la coriandre, à l'ail, au sumac (qui donne l'acide des sauces douce-acides) et sorti de ces classiques accompagné de divers fruits: poulet aux coings, aux pistaches, aux noisettes, aux amandes, à l'orange, à la confiture de rose, à la gelée de prune, à la gelée de mûres. Anne-Marie Eddé site aussi les ragouts de viande aux pommes, aux dattes fraiches, aux abricots, aux bananes. Nawal Nasrallah (fine fourchette) traduit la recette de poulet suivante[réf. à confirmer]:
Sandwich au poulet, awsāṭ Miṣriyya, sandwich à l'égyptienne - Ouvrez en deux un pain furrānī mou (fondant et spongieux cuit dans un four romain) pour qu'il refroidisse. Retirez complètement la mie et passez là au tamis. Griller puis peler des pistaches décortiquées et les piler au mortier. Hacher persil, menthe et rue avec un peu de jus de citron frais. Faire bouillir le poulet, ensuite le faire revenir dans de l'huile d'olive, le désosser, hacher finement la viande. Bien pétrir un peu de mie de pain dans les herbes hachées puis incorporer la pistache, quelques gouttes d'huile d'olive et hurāqat shayraj (pâte faite d'extrémités de poulet, des gésiers, du foie etc. frits dans l'huile de sésame) et de la graisse de poulet pour donner une texture grasse. Mélanger grossièrement au poulet haché et ajouter l'eau de rose et du jus de citron, assez selon votre goût. Versez-en généreusement dans le pain, laissez-le absorber.
Superposez les tranches de pain farci dans un plat creux fumé à arôme d'ambre gris, garnissez d'herbes, de persil et de menthe. Vous pouvez aussi parfumer le pain avec de l'ambre gris. C'est de loin le plus ingénieux des plats.

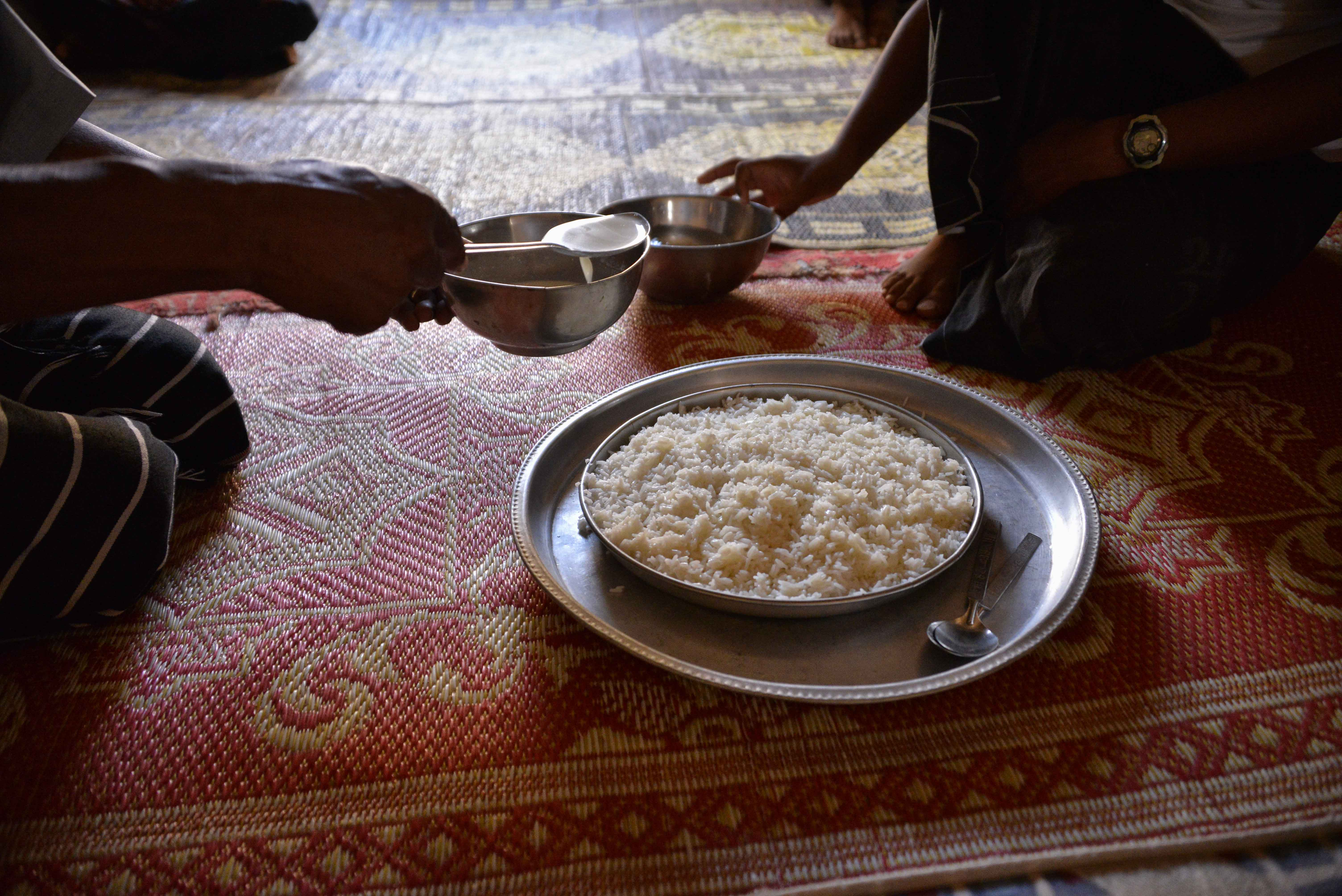
Riz au lait sûr (Yémen)

#### Le poulet à l'orange
Lilia Zaouali (2010) donne 26 recettes du Kitab al Waslat dont 9 recettes de riz qui est un vrai savoir faire de cet ouvrage. Le riz à l'indienne est lavé et cuit dans 2 fois 1/2 son volume d'eau. On reste sur sa faim avec le riz au lait fermenté (sans doute du lait fermenté à la place du lait) « dont la réputation est telle qu'il est inutile de le présenter s'il est préparé avec un peu de cumin de Kirman, revenu dans la graisse et de la cannelle de Chine cassée mais non en poudre. Sa saveur est extraordinaire » (LZ83)
LZ19. Nâranj (bigarade) - cuire à ébullition des poulets découpés puis faire revenir les morceaux dans l'huile de sésame et des oignons hachés finement. Bien cuire les oignons et laisser dorer le poulet. Piler en pâte des amandes mondées pour qu'elle rendent leur huile et délayer l'huile d'amandes dans la cuisson des poulets. Laisser cuire en épluchant des bigarades, presser la pulpe et verser le jus dans la cuisson. Compléter avec cannelle, feuilles de menthe, macis, donner un ou deux bouillons de façon que l'acidité soit parfaite. Tu peux sucrer, mais c'est meilleur sans sucre.

### Editions imprimées
- IBN AL-ATHIR, al-Kâmil fil-ta'rïkh (chronique générale), éd. Tornberg, Leide 1851 -1876[26]
- Kamal al-Din Umar ibn Ahmad Ibn al-Adim et Hartwig Derenbourg (1844-1908). Anthologie de textes arabes inédits par Ousāma et sur Ousāma. Paris, 1893, p. 77 à 100

- Maxime Rodinson. Recherches sur les documents arabes relatifs à la cuisine, Paris, Geuthner, 1949 (extrait de la Revue des études islamiques, vol. XVII)  (ISSN 0336-156X)
- Kamāl al-Dīn. Kitāb al-wuṣla ilā ’l-ḥabīb fī waṣf al-ṭayyibāt wa’l-ṭībb. Alep, Maʿhad al-turāth al-ʿilmī al-ʿarabī. Ed. Sulaymā Maḥjūb et Durriyya Al-Khaṭīb, 1986. 1076 p[27]
- S. Mahgubi et D. Al-Katib. Al-Wasla Ila Al-Habib Fi Wasf Al-Tayyibat Wal-Tibb, Alep, Université d'Alep, 1988. Vol. I: 413 p. / Vol. II: 417 p. ill. 18 planches n/b du manuscrit original.

- Anne-Marie Eddé. Un traité sur les enfants d’un auteur arabe du XIIIe siècle, Les Âges de la vie au Moyen Âge, textes réunis par H. Dubois et M. Zink, Paris, 1992, p. 39-149[28].
- Zubdat al-halab min tārīch Halab li-s-sāhib dans 2 Bänden von Suhayl Zakkar. Damas / Le Caire, 1997.
- Charles Perry (préface et traduction), Scents and Flavors: A Syrian Cookbook, Librairy of Arabic Literature, 2017, 352 p. ; réed. 2020, New York, New-York University Press avec préface de Claudia Roden[29]

### Textes relatifs
- D. W. Morray, An Ayyubid Notable and His World: Ibn Al-ʻAdīm and Aleppo as Portrayed in His Biographical Dictionary of People Associated with the City. Brill. 1994. 235 p[30].
- Anne-Marie Eddé, La principauté ayyoubide d'Alep (579H/1183-658H/1260), Franz Steiner Verlag, 1999, 727 p.[31]
- Florence Ollivry, Les secrets d'Alep: une grande ville arabe révélée par sa cuisine. L'Orient gourmand. Sindbad, Actes Sud, 2006, 182 p.